# Domènec Torrent
Domènec Torrent Font (Santa Coloma de Farners, 14 de julho de 1962) é um treinador e ex-futebolista espanhol que atuava como meio-campista. Atualmente comanda o Monterrey. 

## Carreira como jogador
Nascido em Santa Coloma de Farners, Girona, Catalunha, Espanha, Torrent jogou como meio-campista do UE Olot e do AD Guíxols na década de 1980.
Torrent se aposentou em 1989, com apenas 27 anos, quando passou a estudar para tirar seu diploma de treinador.

## Carreira como treinador

### Início
Torrent começou a carreira como treinador em 1991 no CE Farners, clube de sua cidade natal, ao qual liderou para subir de divisão para a Regional Preferente (sexta divisão do Campeonato Espanhol) em 1994. Ele anunciou que deixaria o clube em maio de 1996, e, na sequência, assumiu o comando do UD Cassà, também da sexta divisão, em julho de 1996. Foi contratado pelo AE Roses em julho de 1997, ainda para a disputa da sexta divisão espanhola. O técnico pediu demissão em novembro do mesmo ano, entretanto o pedido foi negado pela diretoria. Em janeiro de 1998, acabou então deixando o clube.
Em maio de 1998, Domènec foi então contratado pelo Palafrugell para a disputa da Primeira Catalana (quinta divisão do Campeonato Espanhol). Com Torrent no comando, a equipe foi promovida a Tercera División, a equivalente a quarta divisão do futebol espanhol, em 2000. Ainda levou o time a terminar o campeonato em sexto lugar na temporada 2001–02, a melhor participação do clube na história.

### Palamós
Em julho de 2003, o treinador transferiu-se para o Palamós, clube da Segunda División B (equivalente a terceira divisão na Espanha), porém acabou sofrendo o rebaixamento ao fim da temporada, e Torrent deixou o clube em maio de 2004.

### Girona
Foi contratado pelo Girona no dia 29 de março de 2005, substituindo Josep María Nogués. Contudo, Torrent não conseguiu evitar o rebaixamento da equipe.

### Auxiliar de Pep Guardiola
Em 2007, após o trabalho como técnico no Girona, Torrent se juntou ao staff de Pep Guardiola no Barcelona B, então na Tercera División, para trabalhar, inicialmente, como analista tático.
A dupla assumiu o comando do Barcelona B antes da temporada 2007–08. Nesta temporada, o time venceu os playoffs de 2008 e foi promovido a Segunda División B na temporada 2008–09.
O sucesso promoveu Guardiola a função de treinador da equipe principal do Barcelona e Torrent foi seu principal assistente. A dupla permaneceu no clube catalão até o final da temporada 2011–12.
Após os fantásticos anos de Guardiola a frente do Barcelona, Torrent permaneceu como seu assistente quando este se mudou para o Bayern de Munique e Manchester City, conquistando 24 troféus em onze anos juntos.
Quando no clube alemão, foi dele a ideia de transformar o lateral Philipp Lahm em volante. Guardiola já havia tentado Lahm como meia-central, mas não ainda como volante.

### New York City
Em 11 de junho de 2018, citando o desejo de retornar ao cargo de treinador principal, Torrent foi contratado como novo treinador do New York City, substituindo Patrick Vieira. Ele assinou um contrato de três anos até a temporada 2020. Seu primeiro jogo ocorreu em 24 de junho de 2018, no qual o New York City derrotou por 2-1 o Toronto.
Torrent deixou o clube em novembro de 2019, em acordo bilateral. Nesta última temporada, levou o time à sua melhor campanha na história da MLS, com 64 pontos no total, classificando a equipe para a CONCACAF Champions League, e segunda posição na classificação da temporada regular e eliminação nos playoffs na semifinal da Conferência Leste, diante do Atlanta United.

### Flamengo
Em 28 de julho de 2020, Torrent foi apontado como o principal nome para substituir Jorge Jesus no Clube de Regatas do Flamengo. No dia 30 de julho, foi confirmado oficialmente pelo Flamengo até dezembro de 2021. Com isso, ele se tornou o 12º treinador estrangeiro da história do Rubro-Negro, sendo o primeiro espanhol. Estreou no comando do rubro negro carioca no dia 9 de agosto, na derrota de 1 a 0 contra o Atlético Mineiro válida pela primeira rodada do Campeonato Brasileiro.
Domènec obteve seu primeiro triunfo como técnico do Flamengo no dia 15 de agosto, na vitória por 1 a 0 contra o Coritiba, com gol de Giorgian De Arrascaeta. Quinze dias após a sua primeira vitória e com uma sequência de dois empates seguidos, o treinador catalão voltou a vencer pelo Mais Querido, com um novo placar de 1 a 0, desta vez contra a equipe do Santos Futebol Clube, na Vila Belmiro. O atacante Gabriel Barbosa marcou contra o ex-clube e definiu o triunfo. Já no dia 2 de setembro, o Flamengo fez uma exibição de gala contra o Bahia em Salvador. Comandada por Domènec, a equipe triunfou pelo placar de 5 a 3 contra o tricolor baiano.
No dia 9 de novembro, o Flamengo anunciou em suas redes sociais a demissão do treinador, um dia após a derrota por 4 a 0 contra o Atlético Mineiro no estádio do Mineirão.

### Galatasaray
Foi anunciado pelo Galatasaray no dia 11 de janeiro de 2022, chegando para substituir o ídolo Fatih Terim.
No dia 21 de junho de 2022, o treinador foi demitido do clube. Pelo clube turco foram 19 jogos, com apenas sete vitórias.

### Atlético San Luís
Em maio de 2024, foi anunciado como novo treinador do Atlético San Luís, clube que disputa a Liga MX.
Dome estava sem trabalhar como treinador desde junho de 2022, quando encerrou sua passagem no Galatasaray

### Club de Fútbol Monterrey
Em maio de 2025, foi anunciado como novo treinador do Monterrey para disputa da Copa do Mundo de Clubes.

## Vida pessoal
Domènec Torrent é neto de um ex-futebolista do Barcelona.

## Estatísticas como treinador
Atualizado em 21 de junho de 2022
| Equipe            | País              | Período                                     | Estatísticas | Estatísticas | Estatísticas | Estatísticas | Estatísticas | Estatísticas | Estatísticas | Estatísticas | Ref.   |
| Equipe            | País              | Período                                     | Jogos        | V            | E            | D            | GP           | GC           | SG           | % Vitórias   | Ref.   |
| ----------------- | ----------------- | ------------------------------------------- | ------------ | ------------ | ------------ | ------------ | ------------ | ------------ | ------------ | ------------ | ------ |
| Farners           | Espanha           | Julho de 1991 — 24 de maio de 1996          | 172          | 72           | 44           | 56           | 262          | 249          | +13          | 41,86        | [ 23 ] |
| Cassà             | Espanha           | 4 de julho de 1996 — 20 de julho de 1997    | 34           | 15           | 7            | 12           | 50           | 50           | 0            | 44,12        | [ 24 ] |
| Roses             | Espanha           | 25 de julho de 1997 — 22 de janeiro de 1998 | 18           | 2            | 7            | 9            | 19           | 36           | -25          | 11,11        | [ 25 ] |
| Palafrugell       | Espanha           | 16 de maio de 1998 — 1 de julho de 2003     | 190          | 80           | 41           | 69           | 272          | 217          | +55          | 42,11        | [ 26 ] |
| Palamós           | Espanha           | 28 de julho de 2003 — 15 de maio de 2004    | 38           | 5            | 7            | 26           | 22           | 70           | -48          | 13,16        | [ 27 ] |
| Girona            | Espanha           | 29 de março de 2005 — 2 de julho de 2006    | 51           | 29           | 12           | 10           | 94           | 50           | +44          | 56,86        | [ 28 ] |
| New York City     | Estados Unidos    | 12 de junho de 2018 — 8 de novembro 2019    | 60           | 29           | 15           | 16           | 104          | 76           | +28          | 48,33        | —      |
| Flamengo          | Brasil            | 31 de julho de 2020 — 8 de novembro de 2020 | 26           | 15           | 5            | 6            | 46           | 38           | +8           | 57,69        | —      |
| Galatasaray       | Turquia           | 14 de janeiro de 2022 — 21 de junho de 2022 | 20           | 7            | 5            | 8            | 28           | 31           | -3           | 43,33        | —      |
| Total na carreira | Total na carreira | Total na carreira                           | 609          | 254          | 143          | 212          | 897          | 817          | +80          | 39,84        | —      |

## Títulos

### Como auxiliar-técnico
Barcelona B
- Tercera División: 2007–08

Barcelona
- La Liga: 2008–09, 2009–10 e 2010–11
- Copa do Rei: 2008–09 e 2011–12
- Liga dos Campeões da UEFA: 2008–09 e 2010–11
- Supercopa da Espanha: 2009, 2010 e 2011
- Supercopa da UEFA: 2009 e 2011
- Copa do Mundo de Clubes da FIFA: 2009 e 2011

Bayern de Munique
- Copa do Mundo de Clubes da FIFA: 2013
- Supercopa da UEFA: 2013
- Bundesliga: 2013–14, 2014–15, 2015–16
- Copa da Alemanha: 2013–14, 2015–16

Manchester City
- Premier League: 2017–18
- Copa da Liga Inglesa: 2017–18

### Como treinador

#### Girona
- Tercera División: 2004–05[2]